# 時計皿

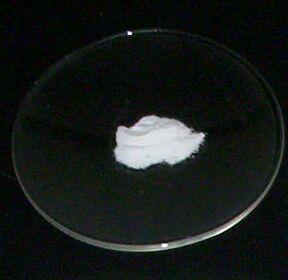
時計皿の上に乗るフッ化セシウム

時計皿（とけいざら、watch glass）とは、簡単な検出反応や蒸発残留物を得る実験、時にはビーカーの蓋などにも用いられるガラス製器具。円形で、わずかに窪んでいる。
懐中時計の風防ガラスと製法が同じであることから、この名前が付けられた。なお、大きなサイズの時計皿の英語名はclock glassである。